# San Cataldo (Palermo)

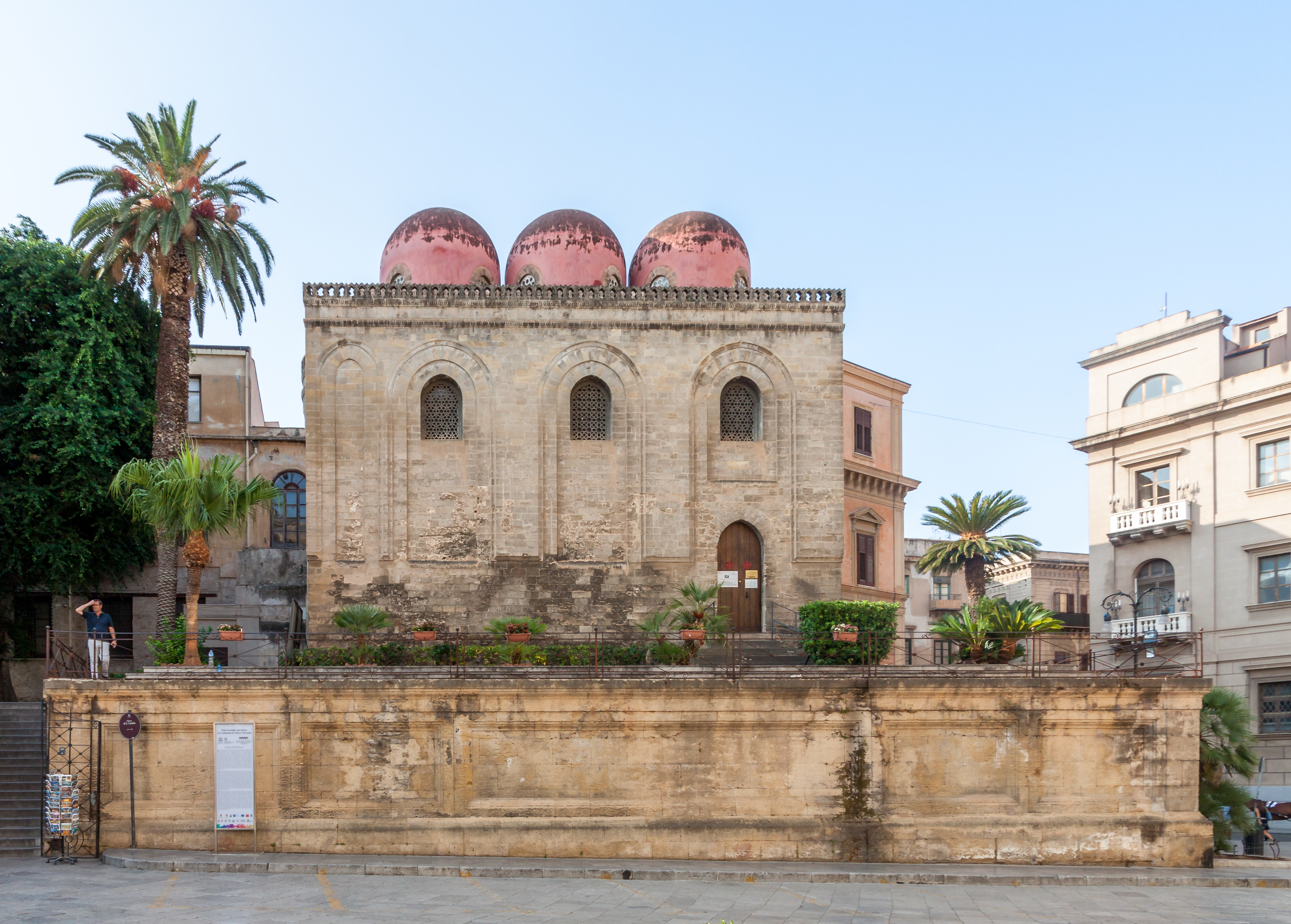
San Cataldo von der Piazza Bellini aus gesehen

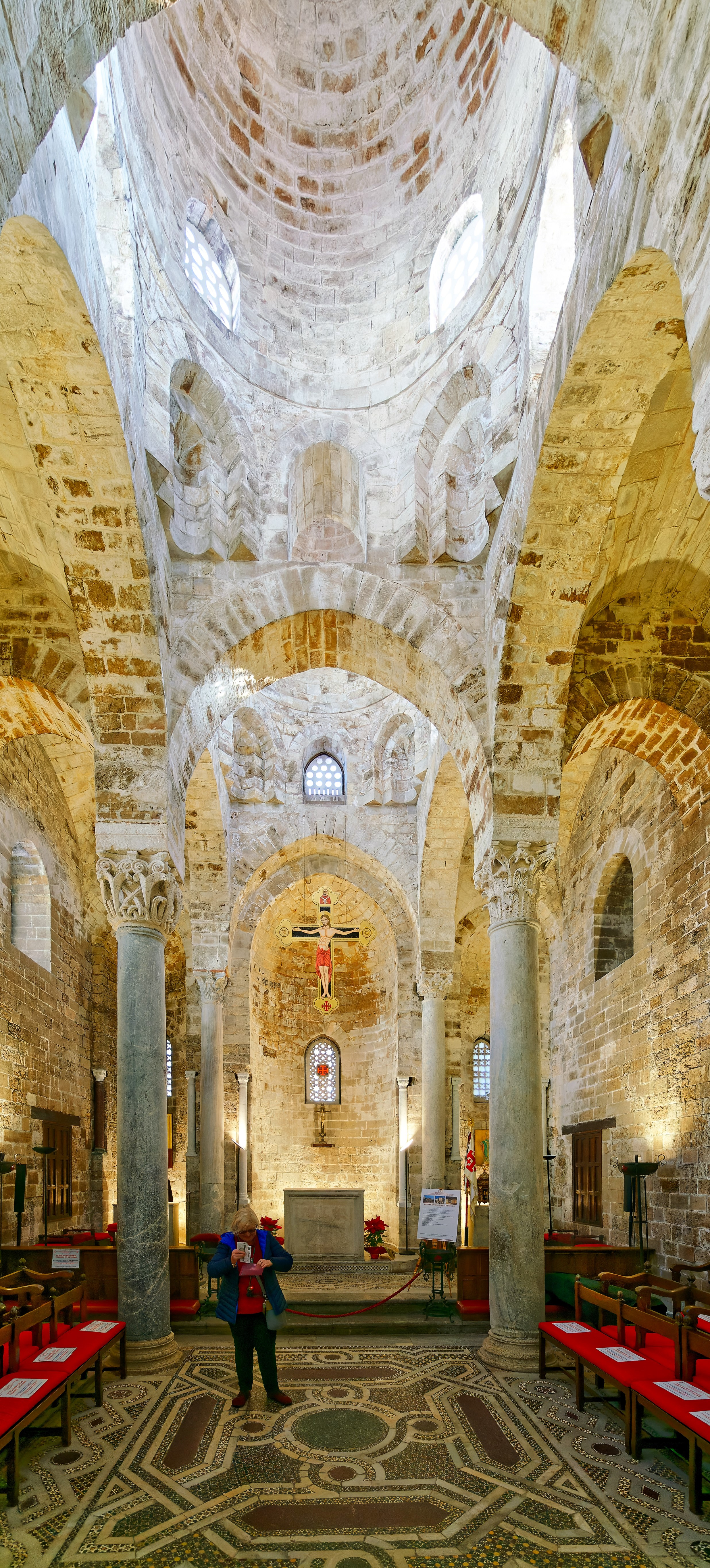
Blick in das Kircheninnere

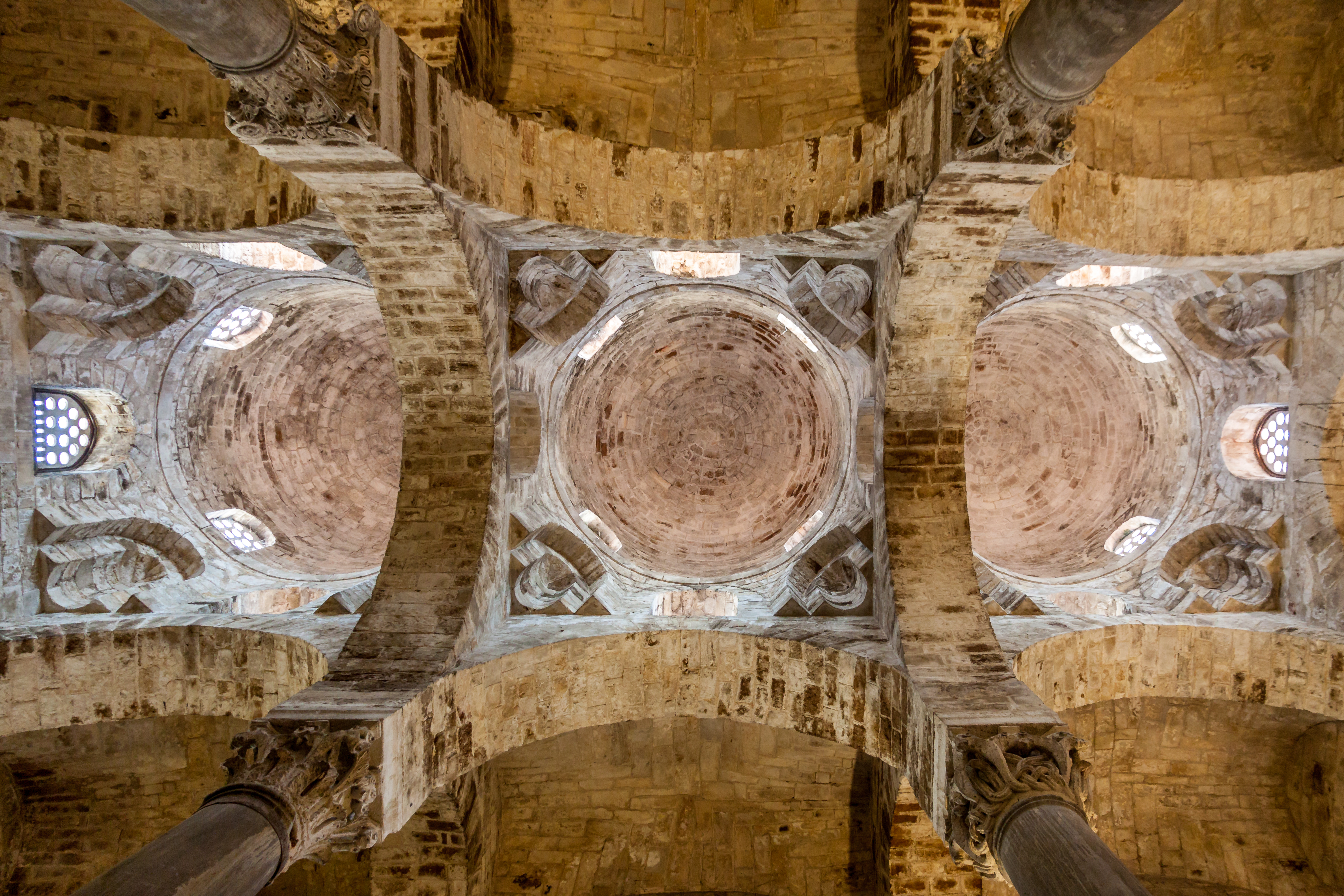
Die Kuppeln von Innen

San Cataldo ist ein Kirchengebäude in Palermo. Es liegt unweit der Stadtmitte an der Südseite der Piazza Bellini neben der Kirche La Martorana und ist dem heiligen Cataldo geweiht. Beide Kirchen sind Teil des UNESCO-Welterbes Arabisch-normannisches Palermo und die Kathedralen von Cefalù und Monreale.
Die Kirche wurde 1154–1160 unter Maio von Bari, dem Großadmiral König Wilhelms I., als seine Privatkirche erbaut. Sie ist eine der letzten Kirchen auf Sizilien im arabisch-normannischen Stil. 
Auf dem kubusförmigen Bau, dessen Fassaden mit Blendbögen geschmückt sind und nur in ihrem oberen Teil kleine Fenster haben, sitzen in der Längsachse drei halbkugelförmige Kuppeln auf je einem zylindrischen Tambour mit Fenstern. Eine solche Bauweise fand sich damals häufiger in Apulien, der Heimat Maios, so dass diese Kirchen vermutlich Vorbild für San Cataldo waren. Im Gegensatz zu der ursprünglich als Zentralbau konzipierten Kirche La Martorana war San Cataldo also von Anfang an als Längsbau konzipiert. Der obere Rand des Kubusbaus ist mit einem ornamentalen Sins und einem umlaufenden Band mit kufischer Schrift verziert.
Das Innere der Kirche ist dreischiffig. Die Schiffe sind durch Rundbögen voneinander getrennt, die auf antiken Säulen mit korinthischen Kapitellen ruhen. Die Wände bestehen aus sorgfältig verfugten Steinen, die offen sichtbar sind. Für den arabisch-normannischen Stil typische Elemente sind u. a. die in die Mauerecken eingelassenen Säulen und die Übergange zu den Kuppeltambours in Form einer einfachen Muqarnas mit abgestuften Spitzbögen.
An der Tür und im Fenster der Mittelapsis ist das Symbol der Ritter vom Heiligen Grab angebracht, denen die Kirche 1937 als Kapitelkirche der Statthalterei Sizilien übertragen wurde.
San Cataldo ist auch eine für Hochzeiten beliebte Kirche.